# Заврх-при-Боровниці
Заврх-при-Боровниці (словен. Zavrh pri Borovnici) — поселення в общині Врхника, Осреднєсловенський регіон, Словенія. 
Висота над рівнем моря: 764,5 м.